# ليو وانغ ليمينغ
ليو وانغ ليمنغ (بالصينية: 刘王立明) (1897 إلى 15 أبريل 1970) ناشطة في مجال حقوق المرأة الصينية، وحق الاقتراع وناشرة في صوت المرأة وهي مجلة نصف شهرية. نظمت معهد زهان للأطفال اللاجئين ورابطة الصداقة النسائية الصينية. كما كانت أيضاً مديرة مدرسة غرب الصين المهنية للمرأة.
ولكونها «يمينية» فقد تعرضت للاضطهاد من قبل الشيوعيين لفترة طويلة بسبب ميلها نحو دعاة السلام إذ قامت بحملة حتى وفاتها في السجن عام 1970. ومع ذلك في عام 1980 أعيد تقديرها من قبل الحكومة الصينية بسبب مساهماتها في قضايا المرأة.

## بداية حياتها
ولدت في مقاطعة تايهو بمقاطعة آنهوي. وكان والدها وانغ لانغ تشونغ طبيباً صينياً وتوفي عندما كانت في التاسعة من العمر ما وضع الأسرة في حالة معدمة. كانت والدتها رئيسةً لفرع جمعية اتحاد الاعتدال المسيحي النسائي (WCTU) في الصين. [2] [5] وعلى الرغم من أن والدتها كانت كونفوشيوسية إلا أنها أرسلتها إلى مدرسة Become Beautiful للبنات (التي تم افتتاحها في أعقاب المبشرين الأمريكيين الذين أسسوا بعد ذلك كنيسة تايهو الإنجيلية). ثم انتقلت إلى أكاديمية رولي وهي مدرسة ثانوية منهجية ميثودية للفتيات في جيوجيانغ جيانغشي. ولقد اعتنقت المسيحية. وألغت ربط قدميها في سن الثانية عشر وكانت أول فتاة تقوم بذلك في المقاطعة. بعد التخرج من أكاديمية جيوجيانغ رولي أصبحت معلمة في المدرسة. وبتوجيه من جمعية الاعتدال المسيحي النسائي (WCTU) وبعد حصولها على منحة دراسية انتقلت إلى إلينوي ودرست علم الحيوان في جامعة نورث وسترن. وحصلت على درجتي البكالوريوس والماجستير. أثناء وجودها في إيفانستون تبنت الاسم الإنجليزي فرانسيس ويلارد وونغ تكريماً لفرانسيس ويلارد مؤسسة جمعية اتحاد الاعتدال المسيحي النسائي والتقت بزوجها المستقبلي هيرمان سي. ليو (ليو زهان) الذي عرفته من جيوجيانغ. ومن ثم عادت إلى الصين في عام 1920. حصل هيرمان على درجة الدكتوراه في التعليم من جامعة كولومبيا ثم عاد إلى الصين وعمل مع جمعية الشبان المسيحيين. تزوجت من ليو زهان في 1 سبتمبر عام 1922 بعد تخرجه وأنجبت ولدين وابنة. أصبح ليو رئيساً لجامعة شنغهاي ولكن تم اغتياله في عام 1938 من قبل العسكريين اليابانيين على الأرجح.

## مسيرتها المهنية
عند عودتها إلى الصين عملت كعضو في لجنة تعزيز الجمعية الوطنية (1924). وكانت مؤسسة لجمعية شنغهاي لحق النساء في التصويت (1930) وشغلت منصب رئيسها. كما شغلت منصب السكرتيرة العامة لجمعية الاعتدال المسيحي النسائي (جمعية مكافحة المخدرات لدى النساء في الصين) (1926-1950). كانت واحدة من الأعضاء الإناث القلائل في المؤتمر الاستشاري السياسي للشعب وهي مجموعة حكومية شجعت الدعم العام للجهود الحربية. كما نجحت في الحصول على ضمان مكتوب في الدستور الخامس المزدوج بأن المرأة تحصل على 10 في المئة على الأقل من مقاعد الجمعية الوطنية. ومع ذلك فقد أدى نقدها القوي لاستراتيجية الحرب القومية إلى طردها من المؤتمر الاستشاري السياسي في عام 1943. انضمت ليو وانغ إلى الرابطة الديمقراطية الصينية التي فضلت الديمقراطية والاشتراكية.
نظمت رابطة حماية حقوق الإنسان في عام 1946. وتم انتخابها في اللجان الوطنية الثانية والثالثة والرابعة للمؤتمر الاستشاري السياسي للشعب الصيني. ومثلت الصين في المؤتمر الدولي للمرأة الآسيوية (1954). أثناء مشاركتها كرئيس لـ Zhonghua Funü Jiezhihui تم انتخابها نائبة رئيس مؤتمر جمعية الاعتدال المسيحي النسائي في ألمانيا الغربية (1956). وصفت بأنها «يمينية» في عام 1957 ووضعت في السجن في شنغهاي لكونها جاسوسةً مزعومةً لوكالة المخابرات المركزية في 1 سبتمبر 1966 عندما اندلعت الثورة الثقافية. توفيت ليو وانغ في معسكر للعمل في السجن في شنغهاي في 15 أبريل 1970 عن عمر يناهز 74 عاماً وذلك بعد أن أمضت ثلاث سنوات ونصف في السجن.